# Fotoreporter
Il fotoreporter è un giornalista che racconta i fatti attraverso le immagini fotografiche. Oltre a raccontare la cronaca con le immagini è spesso autore degli articoli che compongono il servizio. In casi più limitati, il fotoreporter accompagna il giornalista scrivente nei luoghi dove è inviato.
Dove non esiste come figura professionale, se iscritto all'ordine dei giornalisti, può essere considerato un giornalista a tutti gli effetti, altrimenti viene definito come fotografo.

## Storia
Il fotogiornalismo delle origini deve molto alla Germania. Fu un tedesco ad inventare nel 1878 il procedimento della rotocalcografia: Carl Klietsch. Grazie a tale procedimento, le fotografie stampate sulla carta da giornale appaiono decisamente più nitide. Nel 1904 il berlinese «Der Tag» inizia a stampare in rotocalco l'intera sezione illustrata delle sue pagine. Nel 1910 nasce, sempre in Germania, la prima macchina per stampa rotativa a sistema misto (tipografico per i testi e rotocalcografico per le immagini).
Nel 1920 il francese Edmond Belin realizza il primo apparecchio per telefoto. La prima telefoto appare sul quotidiano di Parigi Le Matin e riproduce un gruppo di atleti scandinavi alle Olimpiadi di Anversa. Anche in Italia la prima telefoto è legata ad un avvenimento sportivo: si tratta di un'immagine dell'incontro di calcio Inghilterra-Italia, la storica "Battaglia di Highbury" del 14 novembre 1934. L'incontro si disputò alle 14:30 ora locale. Nel tardo pomeriggio una telefoto dell'incontro appena disputato apparve sulla prima pagina di «Stampa Sera», l'edizione pomeridiana de «La Stampa».

Il fotogiornalismo moderno nasce alla metà degli anni venti, sempre in Germania. Tra i primi grandi esponenti della professione figurano: Erich Salomon (che utilizzava una macchina fotografica «Ermanox» 4,5 x 6 a lastrine); Felix Hans Man; Tim Gidal e l'ungherese Martin Munkácsi, che diverrà uno dei primi fotografi di moda.
Grazie alla rotocalcografia (da cui il termine rotocalco in Italia), negli anni trenta i settimanali illustrati conoscono un periodo di grande espansione. In Francia, Germania e Gran Bretagna tutti i periodici adottano la nuova tecnica. Ma è negli Stati Uniti che nasce il modello del periodico illustrato che s'impone in tutto il mondo con settimanali come «TIME», «Fortune» e «Life». In Italia tale modello viene ripreso da «Omnibus» di Leo Longanesi (1937).
Con l'avvento del nazismo e l'inizio delle persecuzioni razziali, la crème del fotogiornalismo europeo si trasferisce a Parigi. Nella capitale francese arriva il giovane ungherese Endre Friedman, che diventerà noto con il nome di Robert Capa. Nel 1937 Capa è inviato dalla rivista parigina «Régards» a documentare fotograficamente la Guerra civile spagnola. Capa realizza reportages che lo rendono famoso nel mondo, tra cui la celebre foto del miliziano spagnolo colpito a morte (che fu pubblicata dal settimanale americano «Life»).
Nel 1947 Robert Capa, insieme ad altri fotografi (tra cui Henri Cartier-Bresson), fonda a Parigi l'agenzia Magnum Photos, tuttora una delle principali agenzie fotogiornalistiche del mondo.

## Fotoreporter celebri
Tra i più famosi fotoreporter di guerra meritano una particolare menzione il già citato Robert Capa (1913 - 1954) che, assieme alla compagna Gerda Taro (1910-1937), ha ritratto la Guerra civile spagnola, la nascita dello stato di Israele e la guerra d'Indocina, e Horst Faas (1933 - 2012), che ha legato il suo nome alle immagini-simbolo della Guerra del Vietnam. In Italia; Adolfo Porry Pastorel (1888-1960), Federico Patellani (1911-1977), caposcuola del fotogiornalismo in Italia. Fedele Toscani (1909-1983), Tullio Farabola (1920-1983), Caio Mario Garrubba (1923-2015), Calogero Cascio (1927-2015), Mario De Biasi (1923-2013), Carlo Riccardi (1926), Mario Dondero (1928-2015), Angelo Cozzi (1934), Gian Butturini (1935-2006), Enrico Sarsini (1938), Uliano Lucas (1942), Amedeo Vergani (1944-2010), Ferdinando Scianna (1943), Walter Mori e Sergio Del Grande, Silvio Durante 1936.
La prima donna fotoreporter è stata Eve Arnold (1912-2012). Durante la sua carriera, durata oltre cinquant'anni, visitò la Russia sovietica, la Mongolia, Cuba, l'Afghanistan e l'Arabia Saudita. Nel 1995 fu insignita di un Infinity Awards nella categoria "Maestri della fotografia".

## Utilizzo nell'editoria
La fotografia parla un linguaggio non mediato e di sicura efficacia. Per questo è entrata nel prodotto giornalistico imponendosi come elemento di primo piano. La fotografia chiara, documentativa, oltre a far rivivere un episodio, costituisce quasi sempre una notizia.
Si possono ricondurre gli aspetti tecnici della notizia fotografica a tre tipologie principali di problemi:
1. relazione con il contesto;
2. impaginazione;
3. manipolazione.

### Correlazione
La prima questione riguarda l'utilizzo delle didascalie. L'avvento della televisione, secondo Alberto Papuzzi, ha stabilito la vittoria dell'immagine sulla parola. Nei suoi anni di massimo sviluppo, anche il fotogiornalismo ebbe l'ambizione di fornire fotografie così fedeli e di forte impatto da rendere superflui i testi scritti, ma si arrivò presto a capire che una fotografia senza una didascalia di spiegazione sarebbe risultata incompleta. Riferisce Newhall: "John R. Whiting, nel suo libro Photography is a language, fece un esperimento illuminante: ripubblicò di seguito, e senza le fotografie che le accompagnavano in origine, le didascalie che erano state scritte per un tipico racconto fotografico di Life. Ne venne fuori un racconto autonomamente valido, quasi telegrafico, ma coerente, di cui le fotografie erano soltanto un abbellimento. Molto spesso, quando credete di parlare a qualcuno di una fotografia, ciò che ricordate è la didascalia".

### Impaginazione
La seconda questione rimanda ai modelli di impaginazione in uso, che sono:
- pausa
- flusso

Scegliendo la pausa, viene valorizzato il particolare dell'immagine come frammento della realtà, unico e irripetibile. Questa modalità si contrappone decisamente allo scorrimento inarrestabile di immagini che è tipico della televisione. La fotografia viene messa in condizione di esprimere tutta la sua potenza e carica emotiva, trasmettendo al lettore tutta la sua immediatezza per afferrare l'essenza profonda della notizia. A servirsi di questo impiego dell'immagine sono soprattutto i giornali americani e inglesi più importanti, come il New York Times e l'Independent, che pubblicano fotografie grandi anche mezza pagina, con titolo e didascalia.
Nel modello del flusso, le fotografie sono pubblicate in sequenze di dimensioni ridotte, all'interno di un articolo, con l'obiettivo di realizzare una sorta di racconto fotografico dell'evento. Questo schema è stato incoraggiato dal formato tabloid adottato dalla maggioranza dei quotidiani, che ostacola l'impiego di illustrazioni di dimensioni maggiori. Il fine è rendere la notizia più vivida e ricca di attrattiva, indipendentemente dalla sua qualità.

### Manipolazione
La manipolazione delle fotografie è l'alterazione dell'immagine e del suo significato. Secondo lo storico Giovanni De Luna "le possibilità di manipolazione sono infinite; esiste anzi una sorta di glossario della falsificazione fotografica in cui ricorrono verbi come ritoccare, scontornare, ritagliare, riquadrare, cancellare e oggi, con le nuove tecnologie, una fotografia può essere letta in migliaia di punti, codificata e ricostruita da una memoria elettronica." È possibile, quindi, intervenire sull'immagine e darle un senso radicalmente diverso rispetto alle intenzioni del reporter. Il caso più grave è quello della falsificazione, quando si agisce artificialmente per cambiare il soggetto che deve essere fotografato. Secondo Papuzzi la storia del fotogiornalismo è piena di episodi di falsificazione.
Enrico De Santis (Università statale di Milano) divide le possibilità di falsificare le notizie nelle foto in tre categorie: 1) Prima dello scatto: modificando lo scenario come nella celebre foto del ritrovamento del cadavere del bandito Salvatore Giuliano del 1950; 2) Dopo lo scatto: attraverso il fotomontaggio, come nella foto di Brian Walski in Iraq nel 2003 e attraverso il fotoritocco come nelle celebri copertine di O.J. Simpson del «Time» e del «Newsweek». 3) Nella pubblicazione: pubblicando foto con didascalie false, come quella di Hubert Van Es che ritraeva gli ultimi abitanti di Saigon prelevati da un elicottero prima dell'arrivo delle truppe del Vietnam del Nord (1975).
Per questi aspetti, importante è la lezione del fotografo Bruno Vidoni nel primi anni '70 e le profonde osservazioni del fotografo e critico dell'immagine Ando Gilardi.
Una modalità più elegante di falsificazione sono le Photo opportunities, nelle quali si stabiliscono prima le situazioni ambientali in cui il soggetto è rappresentato in atteggiamenti o comportamenti significativi.
In generale, la manipolazione è proibita dalle agenzie che rispettano i criteri di fotografia etica.